# (37587) 1991 CK3
(37587) 1991 CK3 est un astéroïde de la ceinture principale d'astéroïdes découvert en 1991.

## Description
(37587) 1991 CK3 a été découvert le 14 février 1991 à l'observatoire Palomar, situé au nord de San Diego en Californie, par Eleanor Francis Helin.

### Caractéristiques orbitales
L'orbite de cet astéroïde est caractérisée par un demi-grand axe de 3,10 ua, un périhélie de 2,19 ua, une excentricité de 0,29 et une inclinaison de 17,25° par rapport à l'écliptique. Du fait de ces caractéristiques, à savoir un demi-grand axe compris entre 2 et 3,2 ua et un périhélie supérieur à 1,666 ua, il est classé, selon la JPL Small-Body Database, comme objet de la ceinture principale d'astéroïdes.

### Caractéristiques physiques
(37587) 1991 CK3 a une magnitude absolue (H) de 14,1 et un albédo estimé à 0,308.